# 下佩尔特
下佩尔特（荷蘭語：Neerpelt，荷蘭語發音：[ˈneːrˌpɛlt] ⓘ），或纯音译作内佩尔特，是比利时林堡省的一个城镇和旧市镇。下佩尔特原为一独立市镇，2019年1月1日，下佩尔特与市镇上佩尔特合并为新市镇佩尔特。

## 历史
1976年，市镇圣海布雷赫茨-里尔并入下佩尔特。2019年1月1日，下佩尔特与市镇上佩尔特合并为新市镇佩尔特，1976年合并前的各市镇成为了佩尔特的片区。